# Ursus arctos marsicanus
L'orso bruno marsicano (Ursus arctos marsicanus Altobello, 1921) è un mammifero onnivoro della famiglia degli ursidi: si tratta di una sottospecie dell'orso bruno comune endemica dell'Italia centro-meridionale, nella regione storico-geografica della Marsica, dove, nell'areale centrale corrispondente al parco nazionale d'Abruzzo, Lazio e Molise, sopravvive una cinquantina di orsi (secondo i rilievi del 2014, intervallo di fiducia: 95%, dai 45 ai 69 esemplari), più alcuni esemplari in altre aree protette limitrofe, per un totale oscillante fra i 55 e gli 85 orsi.

## Aspetto

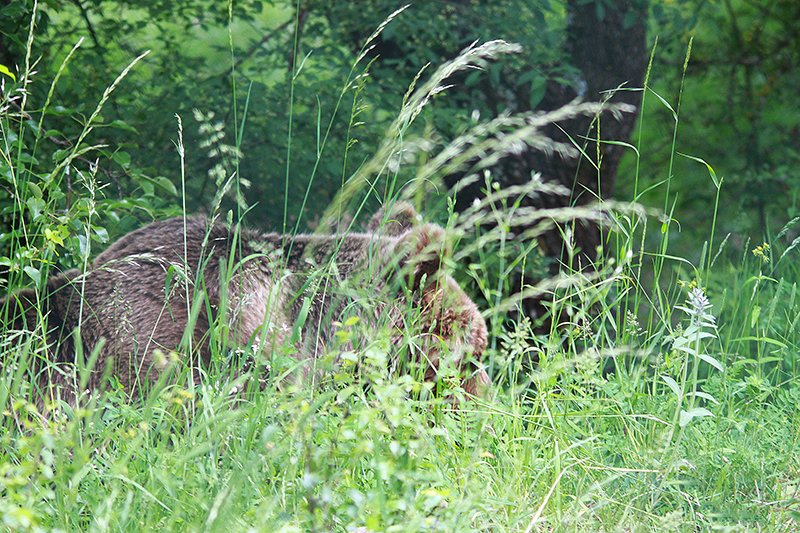
Giovane esemplare di orso marsicano

Presenta corporatura abbastanza tozza e tarchiata, anche se più slanciata rispetto a quella di altre sottospecie di orso bruno di maggiori dimensioni. La testa è grande e tondeggiante, con muso cilindrico e piuttosto schiacciato dotato di un grosso tartufo nerastro. Il pelo è bruno-fulvo uniforme su tutto il corpo, con tendenza all'inscurimento sulla parte distale degli arti, i quali sono grossi e forti. Gli occhi sono piccoli e di color nocciola, mentre le orecchie sono anch'esse piccole e di forma arrotondata, poste leggermente ai lati del cranio. La coda è ridotta a un moncherino di meno di 10 cm.

## Dimensioni
L'orso marsicano è una sottospecie endemica e si trova solo nell'Italia centro-meridionale. Questa sottospecie di orso bruno è più piccola del suo vicino parente settentrionale, l'orso euroasiatico (già presente sulle Alpi Orientali, dal Trentino alla Slovenia), in quanto presenta anche uno strato di peluria e di grasso molto inferiore, cosa che ha permesso alla sottospecie di adattarsi alla vita in zone che in certi periodi dell'anno presentano un clima molto più temperato e mite. Il peso varia notevolmente nel corso delle stagioni e in funzione del sesso. Infatti, i maschi sono generalmente molto più grandi delle femmine e possono raggiungere un peso che, nel periodo autunnale, può superare i 230 kg. Le femmine, invece, raramente superano i 140 kg. Tali misure rendono comunque l'orso bruno marsicano uno dei mammiferi carnivori più grandi d'Italia, sicuramente il più grande della parte centro-meridionale della penisola. È invece seconda alla sottospecie di orso bruno che vive in Triveneto, alla quale spetta il titolo di carnivoro più grande d'Italia.

## Biologia

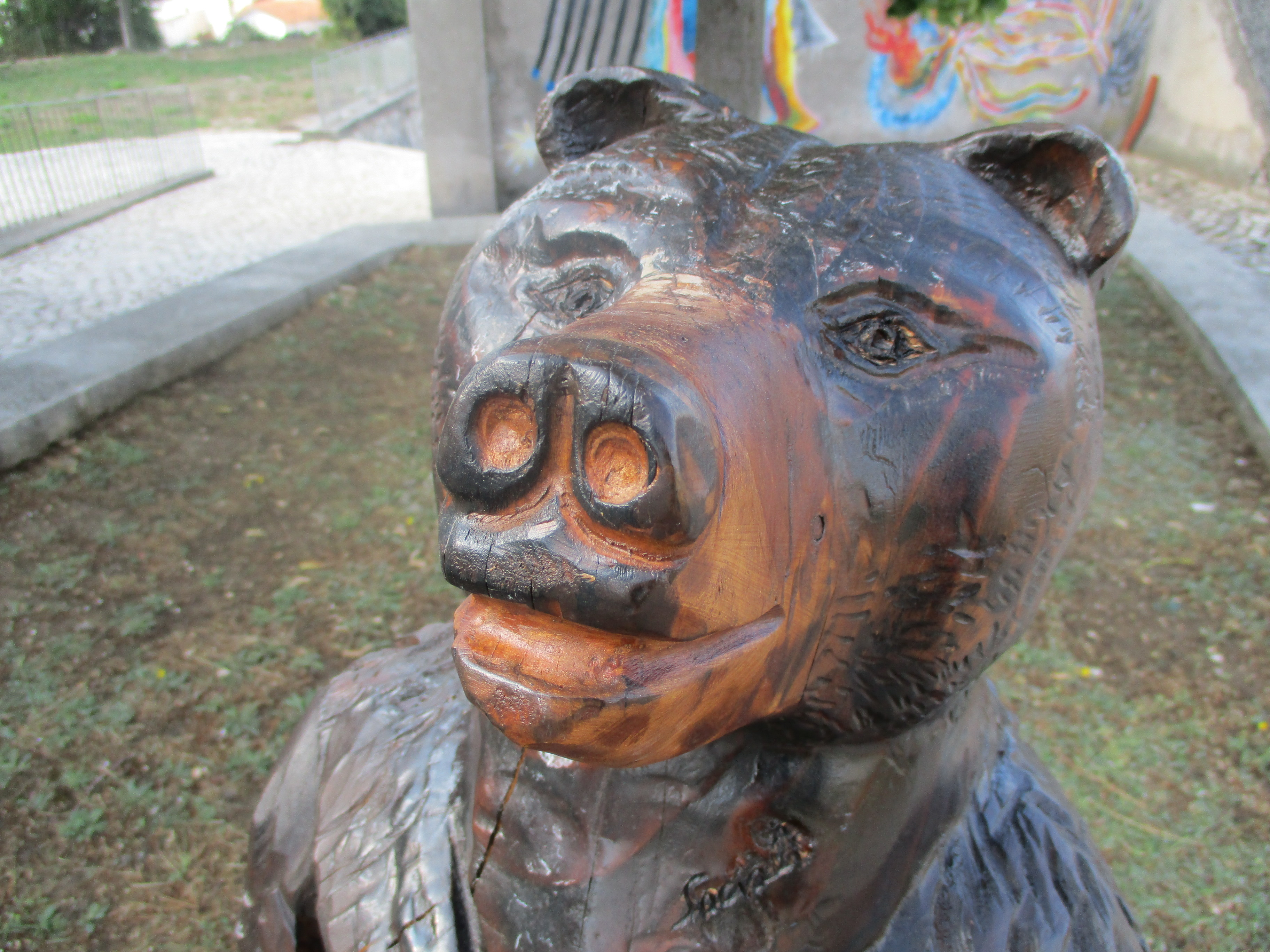
Statua in legno di Aielli dedicata all'orso marsicano Ruggero

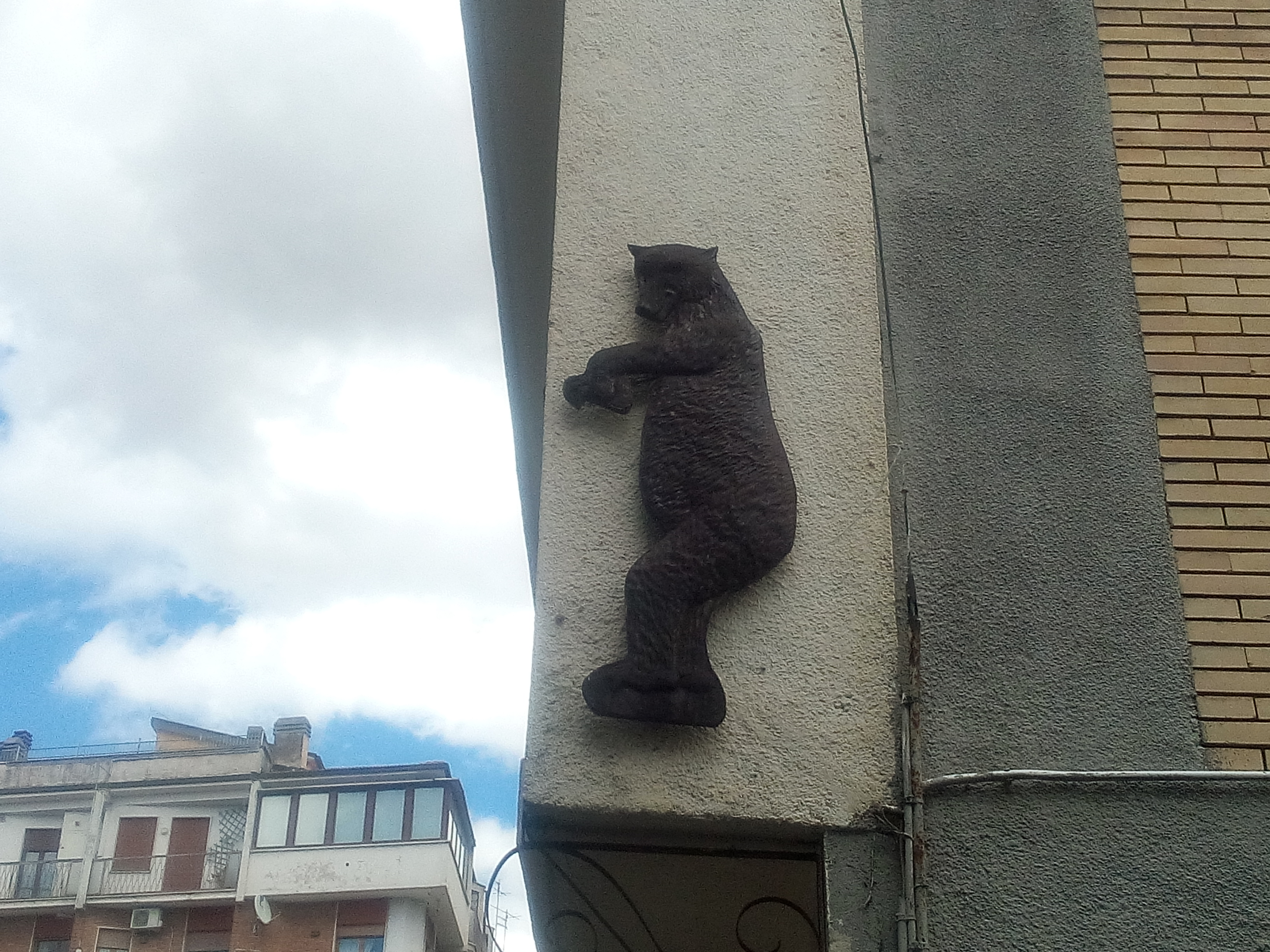
Scultura ferrea raffigurante l'orso marsicano collocata su un palazzo di Avezzano

### Comportamento
Si tratta di animali estremamente schivi e dalle abitudini quasi del tutto notturne. I vari esemplari sono solitari e piuttosto territoriali: ciascun orso delimita un proprio territorio che si estende dai 10 ai 200 km², a seconda della disponibilità di cibo al suo interno. Spesso gli orsi marsicani (in particolare i maschi) compiono spostamenti anche di notevole entità (spesso nella stagione riproduttiva), che li portano in alcuni casi ad attraversare zone abitate e a entrare involontariamente in contatto con la popolazione umana.
Durante l'inverno, gli orsi marsicani scavano una tana più o meno profonda oppure occupano cavità nella roccia nelle quali vanno in letargo per un periodo più o meno lungo a seconda delle condizioni climatiche: a tale scopo, tra l'estate e l'autunno, si nutrono abbondantemente, immagazzinando grossi cuscinetti adiposi che sfrutteranno per sopravvivere durante il periodo di inattività.

### Alimentazione
La loro dieta è composta per quasi il 90% di vegetali: si nutrono infatti di radici, tuberi, frutta, bacche e altro materiale vegetale come frutta selvatica (castagne, nocciole, ciliegie, amarene, prugne e pere). Spesso tale dieta può risultare povera di nutrienti; inoltre, non trattandosi di animali erbivori, essi abbisognano di grandi quantità di cibo per sopravvivere, soprattutto in primavera, quando i vegetali freschi sono ancora rari. In questo periodo l'orso tende a consumare una percentuale più alta di cibo carneo, nutrendosi preferenzialmente di piccoli animali, sia vertebrati che invertebrati, oltre ad animali di taglia media, come conigli o uccelli. Solo sporadicamente uccide mammiferi più grossi, come giovani cervi o cinghiali, daini e camosci, come anche non disdegna le carcasse nelle quali si dovesse imbattere.
La leggenda popolare che vuole l'orso come spietato uccisore di capi di bestiame, oltre che dei cani da guardia e dei pastori, risulta fondamentalmente errata e legata a episodi sporadici, dato che questi animali preferiscono rifuggire la presenza dell'uomo. È però vero che alcune volte l'orso ha attaccato il bestiame domestico, in particolare galline, capre, pecore o vitelli. Tuttavia, si tratta di episodi per lo più concentrati in primavera, che avrebbero comunque causato le persecuzioni di questi animali perpetratesi nei secoli. Gli orsi vengono sporadicamente uccisi per avvelenamento e con trappole poste dai bracconieri. La principale causa di mortalità nel periodo 1970-2023 (23 casi noti) è dovuta all'uccisione tramite arma da fuoco.

### Riproduzione
Si tratta di animali al vertice della catena alimentare e senza predatori naturali: presentano perciò un tasso riproduttivo estremamente basso. La femmina partorisce solitamente due gemelli (talvolta uno solo, piuttosto raramente tre e solo eccezionalmente quattro) con una gestazione che dura circa sei mesi. I cuccioli vengono accuditi dalla madre, che li difende dai pericoli, dimostrando enorme coraggio (una femmina con cuccioli diviene infatti assai pericolosa anche per l'uomo, in quanto molto aggressiva), per 2-3 anni, sicché la distanza fra un parto e l'altro è in media di 3-4 anni. Le femmine divengono sessualmente mature dopo il terzo anno d'età, ma è raro che si accoppino ai primi calori e il primo parto avviene all'età di quattro o talvolta cinque anni, l'ultimo intorno ai venticinque anni. La mortalità infantile ha picchi che sfiorano il 50%.
I dati raccolti dal Parco nazionale d'Abruzzo negli anni 2005-2020 sulla produttività delle femmine di orso marsicano sono però incoraggianti: ogni anno si riproducono in media, almeno 4 femmine con una media di 8 nuovi nati/anno e con il 70% delle femmine che partoriscono 2-3 cuccioli. Dal 2016 al 2019 sono state osservate in media 6 femmine riproduttive, con un valore record di 9 femmine con cuccioli nel 2019. Questi dati indicano che nella popolazione di orso marsicano esiste una riserva importante di femmine riproduttive.
È noto dalla letteratura che esiste una correlazione positiva tra produttività (intesa sia come numero di femmine che si riproducono sia come dimensione delle cucciolate) e cibo, ma di contro è anche noto che la densità degli orsi nel Parco è molto elevata e questo può portare a meccanismi naturali di autoregolazione densità-dipendenti (inibizione dell’estro in alcuni anni o riduzione del tasso di sopravvivenza dei cuccioli)
Gli orsi marsicani raramente entrano in contatto con l'altro grande carnivoro degli Appennini, il lupo appenninico; le due specie si evitano e quando si incontrano, generalmente non si prendono in considerazione. Ciononostante, a volte gli orsi rubano le prede ai lupi. Dal canto loro, i lupi costituiscono una minaccia per gli orsacchiotti. La speranza di vita di questi animali in natura supera facilmente i 20 anni d'età.

## Habitat

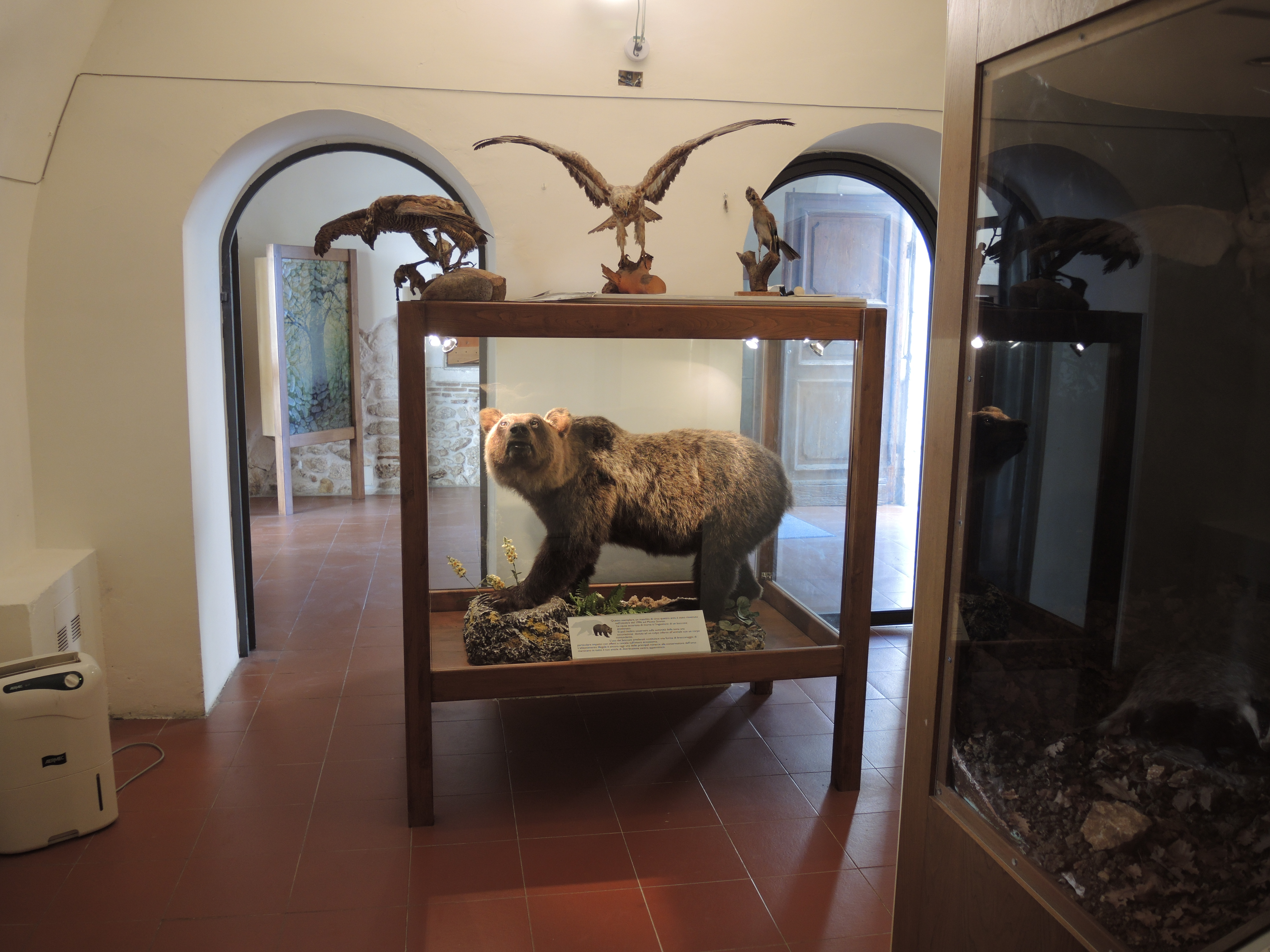
Orso bruno marsicano imbalsamato ed esposto presso il museo dell'orso di Gagliano Aterno

L'habitat dell'orso bruno marsicano è teoricamente abbastanza variabile: si adatta infatti a una varietà di ambienti diversi, anche se legati alle immediate vicinanze di una copertura boschiva, soprattutto faggete e querceti, tipiche delle foreste dell'Appennino centrale. A causa della presenza umana, tuttavia, questi animali si sono rifugiati in aree via via sempre più impervie e con elevata copertura boschiva. Pare che durante l'estate si spostino verso aree a quota maggiore con copertura prativa e cespugliosa, mentre durante l'inverno prediligano aree rocciose, possibilmente lontane da qualsiasi tipo di attività umana.

## Distribuzione

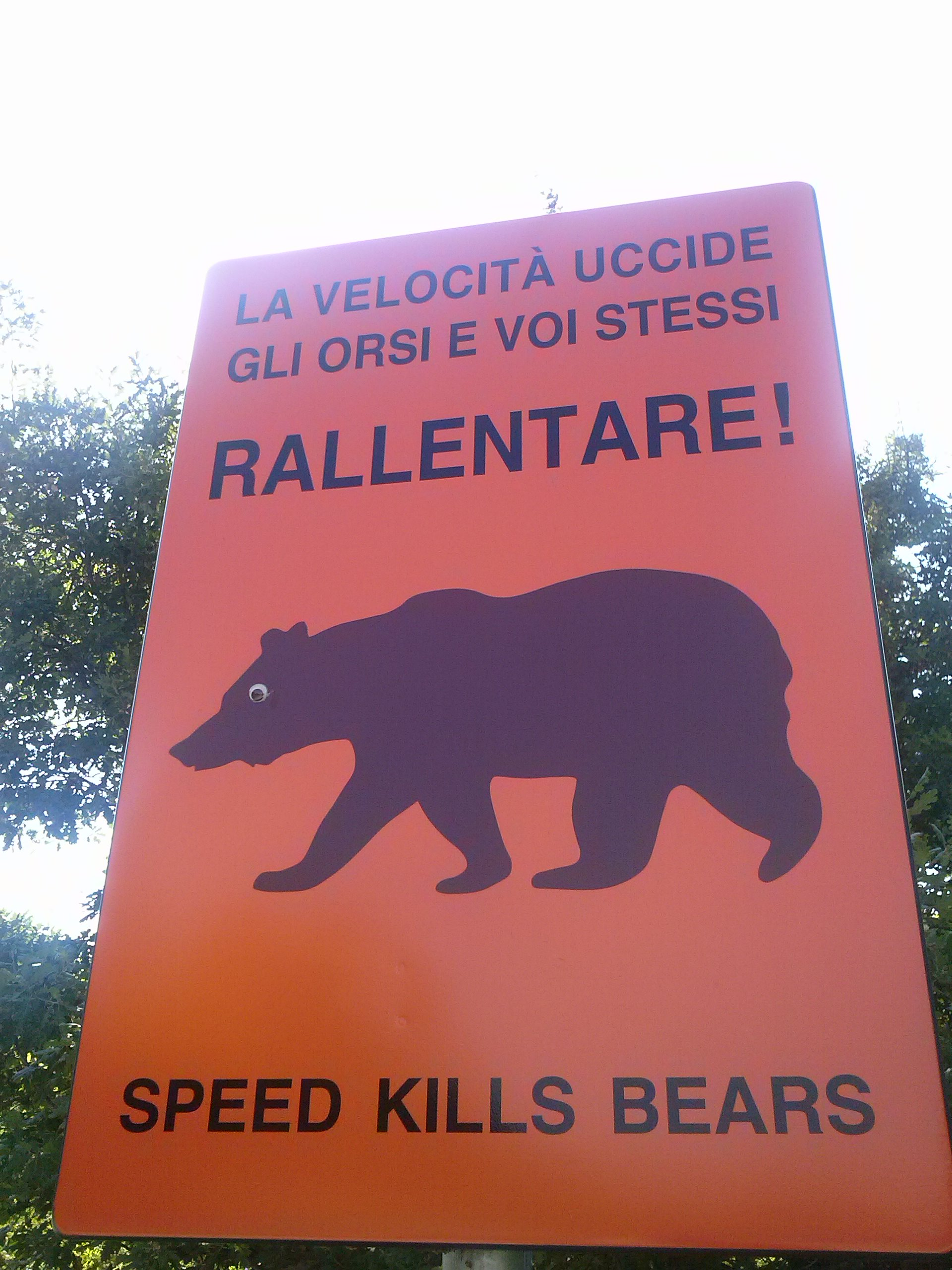
Cartello stradale che segnala la presenza di orsi bruni marsicani

La sottospecie, un tempo diffusa in tutta la zona a est degli Appennini dalle Marche alla Puglia, è confinata in una ristretta porzione degli Appennini centrali, con particolare riferimento all'area del parco nazionale d'Abruzzo, Lazio e Molise e alla sua Zona di Protezione Esterna. 
Questa sottospecie è presente stabilmente, e si riproduce, anche in due altre aree protette in Abruzzo: 
- nel parco nazionale della Maiella[12], dove si riproduce sicuramente dal 2018 e forse addirittura dal 2014;
- nella riserva naturale guidata Monte Genzana e Alto Gizio.

Oltre la metà circa della popolazione totale vive in Abruzzo; in particolare, esemplari maschi erratici frequentano ogni anno, oltre alle tre aree protette sopra citate, anche il Sirente-Velino e il Gran Sasso. Ad esempio, nel 2013 si era verificato l'investimento di un orso sull'autostrada A24, in prossimità dell'Aquila e vicino ai confini delle due aree.

Sporadici gli avvistamenti nell'alto Molise, nei Monti del Reatino (Lazio) e nei Monti Sibillini (Marche-Umbria), dove la specie potrebbe essersi irradiata.
Importante zona di frequentazione dell'orso marsicano sono i Monti Ernici (Lazio/Abruzzo): inoltre esemplari erratici vengono annualmente documentati nell'areale dei Monti Simbruini tra Lazio e Abruzzo. Di importante valore naturalistico la presenza di un esemplare in espansione territoriale che nel 1998 ha frequentato il parco dei Monti Lucretili (Lazio), di cui è rimasta sconosciuta la provenienza e la sorte.

Inoltre, il 9 maggio 2020 è stata documentata per la prima volta la presenza dell'orso bruno marsicano, con un giovane maschio, all'interno del parco nazionale del Gran Sasso e Monti della Laga,, presumibilmente per via della quarantena nazionale imposta per contenere il COVID-19; un ulteriore esemplare di orso è stato ripreso all'interno del parco del Gran Sasso l'11 agosto mentre si cibava di un cavallo morto, che difendeva da lupi e grifoni.

## Popolazione
Dopo secoli di persecuzioni, l'orso ebbe qualche forma di protezione con l'istituzione della 
riserva di caccia della famiglia reale dei Savoia, nel 1900, dove la caccia all'orso fu severamente limitata e svolta in pochissime occasioni da re Vittorio Emanuele III. La riserva di caccia fu però abolita nel 1912 e la persecuzione dell'orso riprese senza freni.
Finalmente, l'orso marsicano ebbe una sua protezione duratura e completa nel 1923 con l'istituzione del parco nazionale d'Abruzzo, nel cui territorio (più piccolo dell'attuale) la caccia all'orso era vietata; tuttavia fuori dal parco la caccia era ancora permessa.
Finalmente, il 1º gennaio 1940 entrò in vigore la nuova legge sulla caccia (regio decreto 1016 del 5 giugno 1939) che, per iniziativa del conte Gian Giacomo Gallarati Scotti, diventato da poco senatore, vietava la cattura e l'uccisione di orsi in tutta Italia. Tale disposizione è stata poi confermata da tutte le successive leggi in materia venatoria.
In generale negli ultimi decenni, grazie alla protezione, si è assistito all'espansione dell'areale dell'orso marsicano, un secolo fa limitato al parco nazionale d'Abruzzo o alle aree immediatamente circostanti, ma la popolazione complessiva pare stabile o addirittura in leggera diminuzione. Nel 1969, anno in cui Franco Tassi divenne direttore del predetto parco nazionale, sopravvivevano una sessantina di orsi marsicani; nel 2021, il rapporto Orso marsicano 2021 segnala che, a seguito di una indagine a tappeto compiuta fuori dal parco nazionale d'Abruzzo, Lazio e Molise e dalla sua area contigua, sono stati individuati i genotipi di almeno 54 esemplari di orso (33 maschi e 21 femmine).
Anche se la stima del 1969 non è scientificamente paragonabile con l'analisi genetica a tappeto del 2021, è ragionevole affermare che la popolazione ursina non ha registrato crescite, nonostante gli sforzi sia finanziari sia "umani" compiuti negli ultimi decenni, e risulta sempre a rischio di estinzione, in virtù sia del numero, del numero elevato dei decessi, in gran parte legato a cause umane (dolose o accidentali) sia del basso tasso riproduttivo.
Secondo alcune ricerche contribuisce anche il fatto che nel parco nazionale d'Abruzzo e nella sua zona di protezione esterna la densità di orsi raggiunge quasi i 40 esemplari per 1.000 km², elevata per questa specie. In questa situazione, le femmine possono lasciar passare anche sei anni fra un parto e l'altro, con conseguenze demografiche negative per l'orso. Da qui la considerazione che sarebbe auspicabile che l'orso colonizzasse stabilmente, con femmine riproduttive, anche altre aree protette, come il parco nazionale della Maiella (cosa che fortunatamente sta già avvenendo, con alcune nascite di orsetti), le aree del Velino - Sirente (dove una giovane femmina è stata avvistata nel 2021), i Monti Simbruini, i Monti Ernici, il Monte Terminillo, il parco nazionale dei Monti Sibillini e il parco nazionale del Gran Sasso, dove l'orso è presente, più o meno stabilmente, ma solo con individui maschi.
La condizione di salute dell'orso marsicano desta preoccupazione, a causa del basso numero di esemplari rimasti, che si accoppiano tra loro riducendo la variabilità genetica e diventando sempre più soggetti a malattie: 
- dermatite, segnalata periodicamente in alcuni esemplari[22];
- TBC bovina, diffusasi tramite bovini malati (e non eliminati dai proprietari secondo legge), allevati allo stato brado presso gli stessi pascoli frequentati dall'orso marsicano.

Il fatto che questa sottospecie non riesca a ingrandirsi numericamente dipende principalmente però dall'elevata mortalità. Il Rapporto Orso Marsicano 2018 riporta che dal 1970 al 2018 sono stati rinvenuti ben 122 orsi morti: nel 53% dei casi la morte è legata a fattori umani, nel 15% a cause naturali e nel restante 32% a cause sconosciute. A loro volta, i fattori umani sono rappresentati per 62% da attività illegali, quali il bracconaggio, e per il 38% da motivi accidentali, quali gli investimenti con autoveicoli o treni.
In altri termini, una delle principali minacce è rappresentata dal bracconaggio, tramite fucilazione diretta o esche avvelenate. Questi fenomeni accadono sia nelle Aree protette, che in quelle non protette, generalmente adiacenti ai confini dei parchi ("zone di protezione esterna") frequentati dalla specie.
Molti sono anche gli orsi che muoiono investiti da autoveicoli o treni, non solo quando tentano di attraversare strade o ferrovie, ma anche quando entrano in tunnel o gallerie, che scambiano per grotte in cui rifugiarsi.
Secondo il Rapporto Orso Marsicano 2015 edito nel 2016 dal Parco nazionale di Abruzzo, Lazio e Molise, la stima di orsi marsicani nel 2015 era di 55 - 85 orsi, mentre il monitoraggio effettuato nel 2021 e riportato sul Rapporto Orso Marsicano 2021 parla più genericamente di un numero minimo di 54 orsi (33 maschi e 21 femmine) presenti nelle aree esterne al Parco nazionale d'Abruzzo, Lazio e Molise e dalla sua Area contigua; ogni orso frequenta una o più aree protette.
Il 2019 si è rivelato come un anno record per le nascite: circa 16 solamente all’interno dei confini del parco nazionale d'Abruzzo, Lazio e Molise, con 19 femmine adulte e riproduttive delle quali 9 con cuccioli (8 delle quali sopravvissute fino a fine 2019, ma con 2 femmine riprodottesi fuori Area Contigua/ZPE, portando in totale ad almeno 20 i nuovi cuccioli di orso nati in Appennino). A contribuire al boom di nascite di orsi marsicani nel 2019 è stata anche la buona annata di fruttificazione del faggio del 2018, che ha permesso alle femmine di poter ingrassare fino al livello giusto per poter portare a termine con successo la gravidanza.
Ecco il dettaglio della consistenza della popolazione di orsi secondo i due Rapporti del 2015 e del 2019:
| L'orso marsicano - consistenza nel 2015 e nel 2019                         |                          |                          |                  |
| Area                                                                       | Numero di esemplari 2015 | Numero di esemplari 2019 | Vi si riproduce? |
| Parco nazionale d'Abruzzo, Lazio e Molise e sua Zona di Protezione Esterna | circa 50 (fra 45 e 69)   | minimo 37                | sì               |
| Parco nazionale della Maiella                                              | almeno 5, forse 9        | minimo 15                | sì               |
| Riserva naturale guidata Monte Genzana e Alto Gizio                        | 2                        | minimo 12                | sì               |
| Parco naturale regionale Sirente-Velino                                    | alcuni (3 - 5?)          | occasionale              | no               |
| Parco nazionale del Gran Sasso e Monti della Laga                          | occasionale              | occasionale              | no               |
| Riserva naturale guidata Gole del Sagittario                               |                          | minimo 1                 | no               |
| Riserva naturale guidata Zompo lo Schioppo                                 |                          | occasionale              | no               |

Il parco nazionale della Maiella ospita quindi il nucleo di orsi marsicani più importante presente fuori dal parco nazionale d'Abruzzo, Lazio e Molise e relativa Zona di Protezione Esterna: la stima del 2015 è da 5 a 9 esemplari, saliti ad almeno 13, di cui almeno due femmine riproduttive, nel 2018. Nel 2014 infatti vi è stata avvistata una femmina con due piccoli e nel 2018 si è invece accertata per la prima volta la nascita di tre orsetti da un'unica femmina.. Il Rapporto Orso Marsicano 2020 segnala per la prima volta la presenza nel parco della Maiella di ben tre femmine, fatto che dimostra una presenza ormai consolidata dell'orso in questa area protetta.
Secondo il Piano di Azione per la Tutela dell'Orso bruno Marsicano (PATOM) del Ministero dell'Ambiente, l'Appennino centrale è in grado di ospitare una popolazione complessiva di 208 orsi (intervallo da 192 orsi fino a un massimo di 270).
Questa stima è stata fatta dopo aver calcolato le aree idonee alla presenza dell'orso, pari a 5.244 km², e ipotizzando che esse possano ospitare la stessa densità di orsi che attualmente ospita il parco nazionale d'Abruzzo e la sua area contigua (ossia 39,7 orsi ogni 1.000 km²). Solo 3.190 km² però sono adatti a ospitare femmine adulte con cuccioli: è stato stimato che il numero di femmine adulte in età riproduttiva che ci si può ragionevolmente attendere è di 70 esemplari, di cui 22 nel parco nazionale d'Abruzzo e zone limitrofe (zona di protezione esterna e riserve naturali contigue).
| Numero di femmine riproduttive attese (fonte PATOM) e presenti (fonte Rapporto Orso Marsicano)                                                                              |            |                          |                                 |                                 |                                 |  |
| Pur essendo le femmine di orso piuttosto stanziali, alcuni esemplari possono frequentare nello stesso anno due o più aree: sono state conteggiate nell'area più frequentata |            |                          |                                 |                                 |                                 |  |
| Area | km² idonei | Numero di femmine attese | Numero di femmine presenti 2019 | Numero di femmine presenti 2021 | Numero di femmine presenti 2023 |  |
| Parco nazionale d'Abruzzo, Lazio e Molise, sua Zona di Protezione Esterna ed aree attigue, compresa la riserva del Monte Genzana                                            | 814,2      | 22                       | 17                              | 17                              | 16                              |  |
| Monti Ernici Monti Simbruini | 492,2      | 14                       | 0                               | 0                               | 0                               |  |
| Monte Terminillo | 287,6      | 7                        | 0                               | 0                               | 0                               |  |
| Parco nazionale del Gran Sasso e Monti della Laga: Gran Sasso | 220,4      | 5                        | 0                               | 0                               | 0                               |  |
| Parco nazionale del Gran Sasso e Monti della Laga: Monti della Laga | 198,6      | 4                        | 0                               | 0                               | 0                               |  |
| Parco naturale regionale Sirente-Velino: Monte Velino | 170,7      | 3                        | 0                               | 0                               | 1                               |  |
| Monte Nerone | 157,1      | 3                        | 0                               | 0                               | 0                               |  |
| Cicolano Monti Carseolani | 143,6      | 3                        | 0                               | 0                               | 0                               |  |
| Parco nazionale della Maiella | 129,9      | 2                        | 2                               | 3                               | 2                               |  |
| Monte Cucco | 127,4      | 2                        | 0                               | 0                               | 0                               |  |
| Monti Sabini | 103,0      | 1                        | 0                               | 0                               | 0                               |  |
| San Vicino - Monte Canfaito | 97,4       | 1                        | 0                               | 0                               | 0                               |  |
| Parco naturale regionale Sirente-Velino: Monte Sirente | 88,2       | 1                        | 0                               | 1                               | 0                               |  |
| Valnerina | 85,1       | 1                        | 0                               | 0                               | 0                               |  |
| Monti Reatini | 74,5       | 1                        | 0                               | 0                               | 0                               |  |
| SOMMA | 3.189,90   | 70                       | 19                              | 21                              | 19                              |  |
| Percentuale femmine presenti / femmine attese |            |                          | 27,1%                           | 30,0%                           | 27,1%                           |  |

Nella colonna 2021, il numero di 17 femmine presenti nel Parco nazionale d'Abruzzo e sua area contigua potrebbe essere sottostimato, in quanto l'indagine genetica per il conteggio degli esemplari presenti ha interessato solo le aree esterne a tale area protetta. Nel parco della Maiella sono state rilevati i genotipi di 5 femmine.
La colonizzazione stabile di nuovi territori è ostacolata da due fattori:
- di comportamento dell'orso, ossia dal fatto che questi sono visitati da giovani maschi, mentre le giovani femmine restano spesso per tutta la vita in un'area prossima a quella di nascita.
- umani: strade, ferrovie e altre infrastrutture causano ostacoli o la morte di singoli esemplari. Inoltre, la colonizzazione di territori in cui l'orso è assente da alcune generazioni umane crea problemi e reazioni quali il bracconaggio.

In conclusione, il Rapporto Orso Marsicano 2019 sottolinea che l'orso bruno marsicano si potrà salvare se:
- si riuscirà a far diminuire significativamente la mortalità per cause antropiche (bracconaggio e incidenti stradali e ferroviari);
- saprà colonizzare nuovi territori con femmine riproduttive.

Per questo la presenza nel 2019 di due femmine riproduttive presenti stabilmente nel parco della Maiella (salite a tre nel 2020 secondo il Rapporto Orso Marsicano 2020) è un fatto altamente positivo, che consolida la presenza dell'orso nella Maiella e che parallelamente rende fiduciosi nel fatto che la colonizzazione di nuovi territori idonei sia finalmente in atto, dando così un contributo decisivo all'incremento numerico della sottospecie.
Questo ottimismo è ribadito dal Rapporto Orso Marsicano 2021, che conferma la presenza di tre orsi femmina nella Maiella, a cui se ne aggiungono altre due occasionali, e segnala anche per la prima volta la presenza di una giovane femmina nel monte Sirente.

### Studi genomici
La dimensione effettiva della popolazione di orso marsicano attualmente è molto ridotta e ciò si riflette sulla variabilità genetica ed il potenziale evolutivo.
Applicando tecnologie di analisi genomica e bioinformatica allo studio di una specie si possono inferire molte informazioni interessanti sulla sua storia evolutiva, sull’impatto che hanno avuto le attività dell’uomo sulle caratteristiche genetiche e sul rischio di estinzione. Sequenziando il genoma completo di 5 orsi bruni marsicani, uno studio coordinato dall'Università di Ferrara ha ricostruito la storia demografica di questa caratteristica sottospecie endemica italiana e le relazioni evolutive con le altre sottospecie europee. Lo studio fornisce un valido esempio dell'investigazione genomica (genomica della conservazione) applicata alla biologia della conservazione. I risultati principali derivati dall'analisi genomiche di questi 5 orsi marsicani sono stati:
- i livelli di inbreeding e di omozigosità sono molto alti, di gran lunga superiori rispetto a quelli delle altre popolazioni europee di orso bruno, indicando che la popolazione è stata molto piccola e isolata per un lungo periodo di tempo (circa 4 mila anni secondo la stima genomica);[32][30]

- inaspettatamente, alcune regioni del genoma dove si trovano i geni che codificano per i recettori olfattivi (particolarmente importanti in una specie macrosmatica per esplorare l’ambiente circostante) e per le componenti del sistema immunitario, si sono mantenute altamente variabili (probabilmente per l'effetto della selezione bilanciante che è stato maggiore rispetto a quello della deriva);[33][30]

- l'accumulo di mutazioni deleterie dovuto alla deriva è molto marcato in alcuni geni coinvolti nell'energetica mitocondriale e in altri correlati ad una riduzione dell'aggressività. Come conseguenza di ciò, oltre ad avere una scarsa efficienza energetica, gli orsi marsicani sarebbero più mansueti rispetto ad altre popolazioni di orsi bruni europei anche per ragioni genetiche. Un'ipotesi è che, modificando il comportamento in questa popolazione, le mutazioni dei geni associati all'aggressività abbiano avuto come conseguenza quella di favorire la sopravvivenza dell’orso in contesti strettamente correlati alla presenza umana diminuendo così la percezione di pericolo da parte dell’uomo e quindi anche la persecuzione di questi animali. Alternativamente, la perdita di aggressività potrebbe essere dovuta ad un processo casuale, operato dalla deriva genetica, dal quale l'orso marsicano potrebbe averne tratto beneficio.[32][33][30]

Le molte informazioni raccolte dai ricercatori, a partire da questo studio e proseguendo con il progetto italiano di genomica della conservazione Endemixit (attualmente si sono sequenziati e analizzati i genomi completi di altri 10 individui), hanno delineato un panorama relativamente rassicurante per quanto riguarda la salute della specie e del suo patrimonio genetico. Nel genoma dell'orso bruno marsicano, a lungo isolato dai suoi cugini europei e con una piccola dimensione di popolazione, sono visibili chiare tracce di adattamento al suo ambiente, una ristretta area del Parco nazionale d'Abruzzo, Lazio e Molise, che lo qualificano come endemismo sul quale, per il momento, non sembrano necessarie strategie di ripopolamento con individui provenienti da altre popolazioni europee, spesso molto impattanti sull'unicità e sugli adattamenti locali che si sono evoluti nel corso dei millenni di isolamento.
In base al Rapporto Orso Marsicano 2024, nel decennio 2005-2014 gli orsi nati nel Parco nazionale d'Abruzzo, Lazio e Molise erano stati 68 e quelli rinvenuti morti 26, mentre nel 2015-2024 sono stati registrati - grazie alla specifica attività sviluppata e messa a punto con il contributo dell’Università degli Studi di Roma "La Sapienza" - in area Parco un totale di 104 cuccioli nati e 23 ritrovati mortiː si rileva pertanto come le nascite nell’ultimo decennio siano aumentate del 53% (104 vs 68), mentre la mortalità si è ridotta del 12% (23 vs 26). Il numero di nuclei familiari rilevati nel decennio è passato da 34 a 51, da cui ne deriva che il valore medio per anno dei nuclei familiari è passato da 3,4 per anno nel decennio 2005-2014 a 5,1 nel decennio 2015-2024.